# Моис Бениеш
Моис Исак Бениеш е български режисьор от еврейски произход.

## Биография
Роден е на 29 май 1907 г. в Русе. Завършва Търговската гимназия в родния си град. През 1914 година семейството му се установява в София. През 1927 г. започва да работи като счетоводител в различни частни фабрики и предприятия, където формира леви убеждения. Театралният му път е свързан с еврейското читалище „Хаим Нахман Бялик“, където е организатор, актьор и режисьор, както и с читалищата „Аура“, „Христо Ботев“ и „Кирил и Методий“. През 1928 г. към читалище „Хаим Нахман Бялик“ е формирана самодейна театрална трупа, която поставя пиесата „Химн на нищетата“ от София Белая. От 1929 до 1931 г. учи в театралната школа при Народния театър в София, след което играе в различни театрални трупи, включително проповядващи леви идеи. Работи в театър „П. К. Стойчев“, където играе в пиесата „Аз убих“ от Едмон Ростан. По покана на режисьора Николай Фол участва в постановката „Под игото“ от Иван Вазов. Посещава театралната студия „Българска драма“ с ръководител Иван П. Попов, един от създателите на театър „Основа“ (1888 г.). В пътуващия Драматичен колективен театър (с ръководител Георги Попов) играе в „Бедността не е порок“ от А. Н. Островски, в „Хинкеман“ от Ернест Толер и в комедията „Под чехъл“ от Ст. Стоев. Артист е и в театъра на „Сините блузи“ към професионалните съюзи, създаден от Любомир Огнянов-Ризор, Исидор Хершкович и Николай Шмиргела.
През 1932 г. Бениеш е сред първите актьори в създадената от Боян Дановски театрална студия „Трибуна“. Студията просъществува кратко и се преустройва в театър „Народна сцена“. След заминаването на Дановски за Москва през 1934 г. ръководството на театъра се поема от Моис Бениеш и под името „Нов реалистичен театър“ на сцена са поставени съветските пиеси „Вълци и овце“ и „Доходно място“ от Александър Островски и „Платон Кречет“ от А. Корнейчук. В „Театър 35“ Бениеш е в ролята на Сенечка Перчаткин в комедията „Чуждото дете“ на Шваркин и др. През 1936 г. Боян Дановски, завърнал се от СССР, основава втората си театрална студия. Бениеш с други членове на „Нов реалистичен театър“ са сред най-дейните ѝ членове. Студията подготвя и изнася пиесата на италианския драматург Карло Голдони „Разпродажба на съпруги“ и след нея прекратява дейността си. През 1938 г. пак под формата „Реалистичен театър“ при читалище „Аура“ под режисурата на Стефан Сърчаджиев Бениеш изпълнява ролята на Василков в пиесата „Луди пари“ от Островски. Участва и в рецитали, литературни програми, ръководи курс по художествено четене към Еврейското народно читалище, режисира операта „Наталка Полтавка“ от Микало Лисенко, представена от Еврейския народен хор.
В периода 1941 – 1944 г. е интерниран в трудови лагери.
След 9 септември 1944 г. работи като режисьор в радиотеатъра на Радио София, участва в създаването на кръжока „Никола Йонков Вапцаров“ заедно с Виска Калчева, Иванка Димитрова, Сашо Стоянов, Лео Конфорти, Магда Колчакова, Гриша Островски и други, с които подготвят тематични вечери и ги изнасят на сцени, естради, работни площадки. През 1947 г. е изпратен с Коста Наумов в Радио Москва като говорител на българската емисия. Следва в Режисьорския факултет на ГИТИС „А. Луначарски“ в класа на проф. Юрий Завадски. След завършването си през 1951 година е назначен за режисьор в Народен театър „Кръстьо Сарафов“, където поставя на сцена пиесите: „Семейство“ от Иван Федорович Попов, „Години на странствуване“ от Ал. Арбузов, „Големанов“ и „Вражалец“ от Ст. Л. Костов, „Бай Ганьо“ от Алеко Константинов (драматизация от Димитър Чавдаров-Челкаш (Димитър Василев Коцев), „Салемските вещици/Салемският процес“ и „Цената“ от Артър Милър, „Неспокойна старост“ от Рахманов, „Дневникът на Ани Франк“ от Гудрич и Хакет, „Двама на люлката“ от Гибсън, Майка Кураж“ от Бертолт Брехт, „Скандал в Брикмил“ от Джон Б. Пристли, „Събота, неделя, понеделник“ от Едуардо де Филипо, „Добрият човек от Сечуан“ и др. Също прави и първи прочит на съвременни автори, сред които Георги Джагаров, Михаил Величков, Стефан Стайчев, Емил Манов.
От 1952 г. преподава актьорско майсторсто и режисура във ВИТИЗ. През 1969 г. е избран за професор. Под негово ръководство завършват пет актьорски и един режисьорски курс. Със студенти в Учебния театър на института Бениеш подготвя постановките „Чайка“ А. П. Чехов, „Еснафи“ от Максим Горки, „Кървава сватба“ от Федерико Гарсия Лорка, „Рисунки през август“ и др. Създава около десетина постановки и в Телевизионния театър. Такива има и в Работническия театър „Георги Димитров“ („Рассвет над Москвой“ от Анатолий Алексеевич Суров), в театрите в Благоевград („Гласът на Америка“ от Лавренев), Кюстендил („Големанов“ от Ст. Л. Костов) и Театър 199.
Автор е на научни и критични статии по театрални въпроси, превежда пиеси и театрални материали, прави и декламации по радиото и др. Автор на книгата „Мисли през антракта. Драма и театър“.
Умира на 6 май 1976 г. в София.
Моис Бениеш има архивен фонд от личен произход, съхраняван в Централния държавен архив под № 1594 (необработен).